# かたぎりあつこ
かたぎり あつこ（8月14日 - ）は、日本の女性漫画家。血液型はAB型。

## 作品リスト
- ケロっとホリデー（角川書店「ケロロランド」掲載、『ケロロ軍曹』の4コマ漫画）
- すいーとりぼん!（芳文社「コミックエール!」掲載）
- ハッピーカムカム（芳文社「まんがタイムジャンボ」掲載）
- ホットミルク (松文館、BL作品集で激しい性的描写があるが、成年マークはなし)